# Баганца
Бага́нца (итал. Baganza) — река в Италии, левый приток Пармы, протекает по территории провинции Парма в области Эмилия-Романья. Самый протяжённый приток Пармы, длина Баганцы составляет 58 км. Площадь водосборного бассейна — 224 км². Средний расход воды в устье с 1991 по 2011 года — 3,43 м³/с.
Баганца начинается на северо-западной окраине национального парка Апеннино-Тоско-Эмилиано около вершины Боргоньоне (высотой 1401 м) в Тоскано-Эмилианских Апеннинах. Генеральным направлением течения реки является северо-восток. Устье Баганцы находится в центральной части города Парма.